# Boechera divaricarpa
Boechera divaricarpa är en korsblommig växtart som först beskrevs av Aven Nelson, och fick sitt nu gällande namn av A. Löve och Doris Benta Maria Löve. Enligt Catalogue of Life ingår Boechera divaricarpa i släktet indiantravar och familjen korsblommiga växter, men enligt Dyntaxa är tillhörigheten istället släktet indiantravar och familjen korsblommiga växter. Arten har ej påträffats i Sverige. Inga underarter finns listade i Catalogue of Life.